# Kaland (Noorwegen)
Kaland is een plaats in de Noorse gemeente Austrheim, provincie Vestland. Kaland telt 407 inwoners (2007) en heeft een oppervlakte van 1 km².